# Ghiacciaio Chumerna
Il ghiacciaio Chumerna è un ghiacciaio lungo 2,2 km e largo 1,9, situato sull'isola Brabant, una delle isole dell'arcipelago Palmer, al largo della costa nord-occidentale della Terra di Graham, in Antartide. In particolare, il ghiacciaio fluisce verso nord-est a partire dal versante settentrionale della cresta Stavertsi, sulla penisola Albena,  fino a entrare nel canale tra l'isola Liège e il picco Hales, nella parte settentrionale dell'isola.

## Storia
Il ghiacciaio Chumerna è stato così battezzato dalla Commissione bulgara per i toponimi antartici in onore del picco Chumerna, una vetta dei Monti Balcani.